# Cúp quốc gia Andorra 2011
Cúp quốc gia Andorra 2011 là mùa giải thứ 19 của giải đấu bóng đá loại trực tiếp của Andorra. Giải đấu khởi tranh từ ngày 16 tháng 1 năm 2011 với các trận đấu ở vòng loại thứ nhất và kết thúc vào ngày 22 tháng 5 năm 2011 với trận chung kết. UE Sant Julià là đương kim vô địch. Đội vô địch sẽ được quyền tham gia vòng loại thứ hai của UEFA Europa League 2011–12.

## Kết quả

### Vòng loại thứ nhất
Vòng này có sự tham của các đội bóng đứng thứ 8 đến 10 của Segona Divisió 2010–11 lúc nghỉ giữa mùa: Lusitanos B, FC Rànger's, FC Santa Coloma B, UE Engordany, UE Extremenya, Atlètic Club d'Escaldes, Penya Encarnada d'Andorra, và Principat B. Các trận đấu diễn ra vào ngày 16 tháng 1 năm 2011.
| Đội 1             | Tỉ số | Đội 2                     |
| ----------------- | ----- | ------------------------- |
| FC Santa Coloma B | 2–4   | UE Extremenya             |
| Principat B       | 2–3   | Atlètic Club d'Escaldes   |
| UE Engordany      | 4–3   | Lusitanos B               |
| FC Rànger's       | 4–1   | Penya Encarnada d'Andorra |

### Vòng loại thứ hai
Các đội ở Primera Divisió 2010–11 đứng thứ 5 đến 8 sau 12 vòng đấu – CE Principat, Inter Club d'Escaldes, Casa Estrella del Benfica, và FC Encamp – tham gia vòng này cùng với đội thắng từ vòng loại thứ nhất. Trong một trận đấu, một đội Segona Divisió và một đội Primera Divisió được bốc thăm thi đấu với nhau. Các trận đấu diễn ra vào ngày 23 tháng 1 năm 2011.
| Đội 1                   | Tỉ số | Đội 2                     |
| ----------------------- | ----- | ------------------------- |
| UE Extremenya           | 1–2   | Casa Estrella del Benfica |
| Atlètic Club d'Escaldes | 1–6   | Inter Club d'Escaldes     |
| UE Engordany            | 1–6   | FC Encamp                 |
| FC Rànger's             | 3–1   | Principat                 |

### Vòng loại thứ ba
Các đội thắng ở vòng trước sẽ tham gia vòng này cùng với các đội từ Primera Divisió xếp thứ nhất đến thứ tư sau 12 vòng đấu – Lusitanos, UE Sant Julià, FC Santa Coloma, và UE Santa Coloma. Các trận lượt đi diễn ra vào ngày 17 tháng 4 năm 2011 trong khi các trận lượt về diễn ra vào ngày 24 tháng 4 năm 2011.
| Đội 1                     | TTS  | Đội 2           | Lượt đi | Lượt về |
| ------------------------- | ---- | --------------- | ------- | ------- |
| Casa Estrella del Benfica | 0–11 | UE Santa Coloma | 0–7     | 0–4     |
| Inter Club d'Escaldes     | 1–8  | Lusitanos       | 0–6     | 1–2     |
| FC Encamp                 | 0–19 | FC Santa Coloma | 0–9     | 0–10    |
| FC Rànger's               | 1–11 | UE Sant Julià   | 0–3     | 1–8     |

### Bán kết
Các trận lượt đi diễn ra vào ngày 8 tháng 5 năm 2011 trong khi các trận lượt về diễn ra vào ngày 15 tháng 5 năm 2011.
| Đội 1           | TTS                          | Đội 2         | Lượt đi | Lượt về            |
| --------------- | ---------------------------- | ------------- | ------- | ------------------ |
| UE Santa Coloma | 4–2                          | Lusitanos     | 2–1     | 2–1                |
| FC Santa Coloma | 5–5 1–4 (Phạt đền (bóng đá)) | UE Sant Julià | 2–3     | 3–2 (Sau hiệp phụ) |

### Chung kết
| UE Santa Coloma | 1 - 3 | UE Sant Julià |
| --------------- | ----- | ------------- |
|                 |       |               |